# 张沕琳

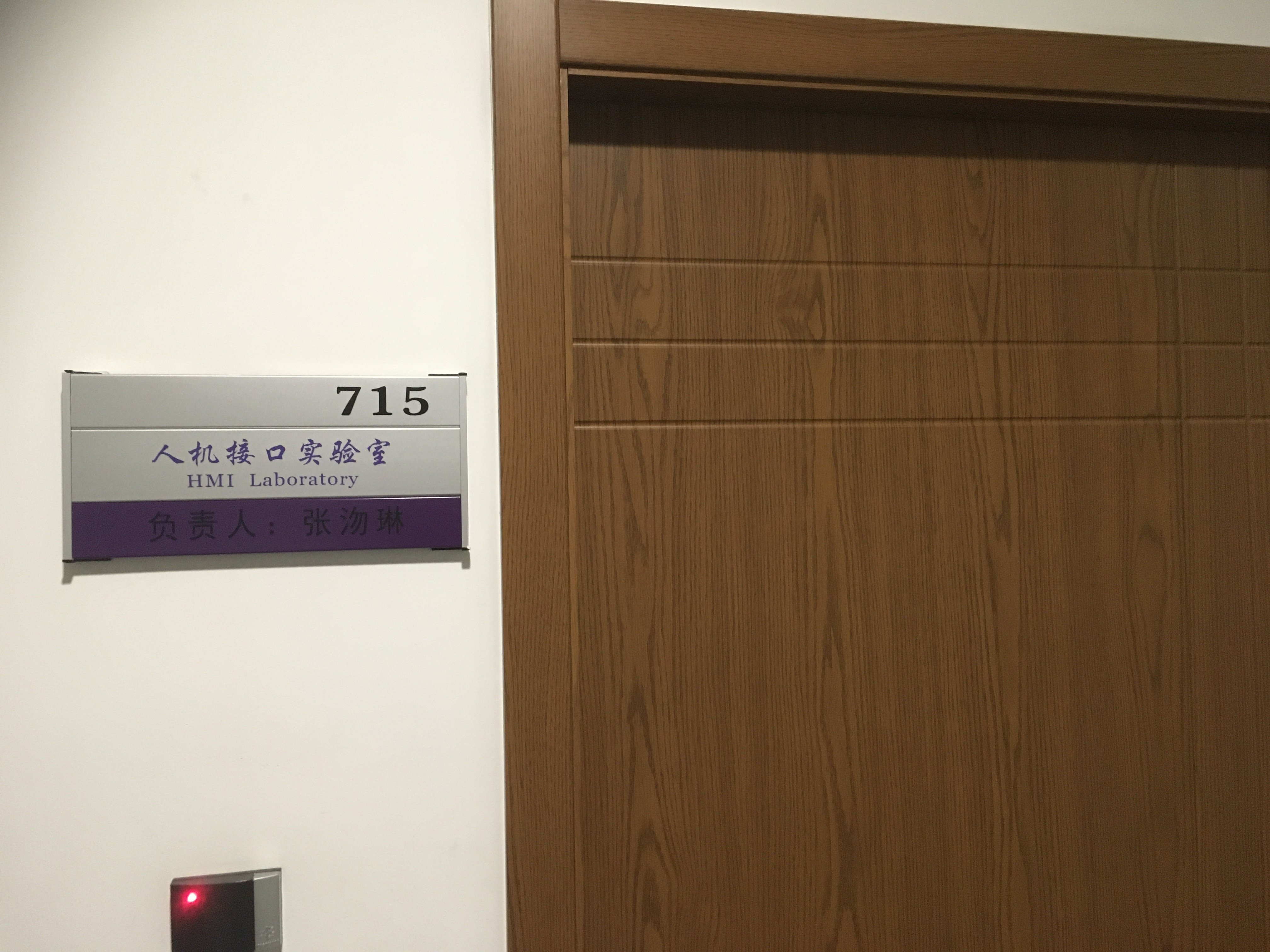
清華大學人機接口實驗室

张沕琳是清华大学电子工程系副教授，2016年中組部青年千人計畫入選者、清华大学脑与智能实验室研究團隊成員，中國腦機接口公司NeuraMatrix聯合創始人。

## 學經歷
2006年，本科硕士毕业于清华大学。2010年获得香港科技大学博士学位，师从图像传感器领域著名专家Amine Bermak教授。之后进入美国宾夕法尼亚大学，师从Jan Van der Spiegel教授及Nader Engheta教授进行博士后研究工作。2016年之後，张沕琳加入清华大学电子工程系任教至今。

## 研究領域

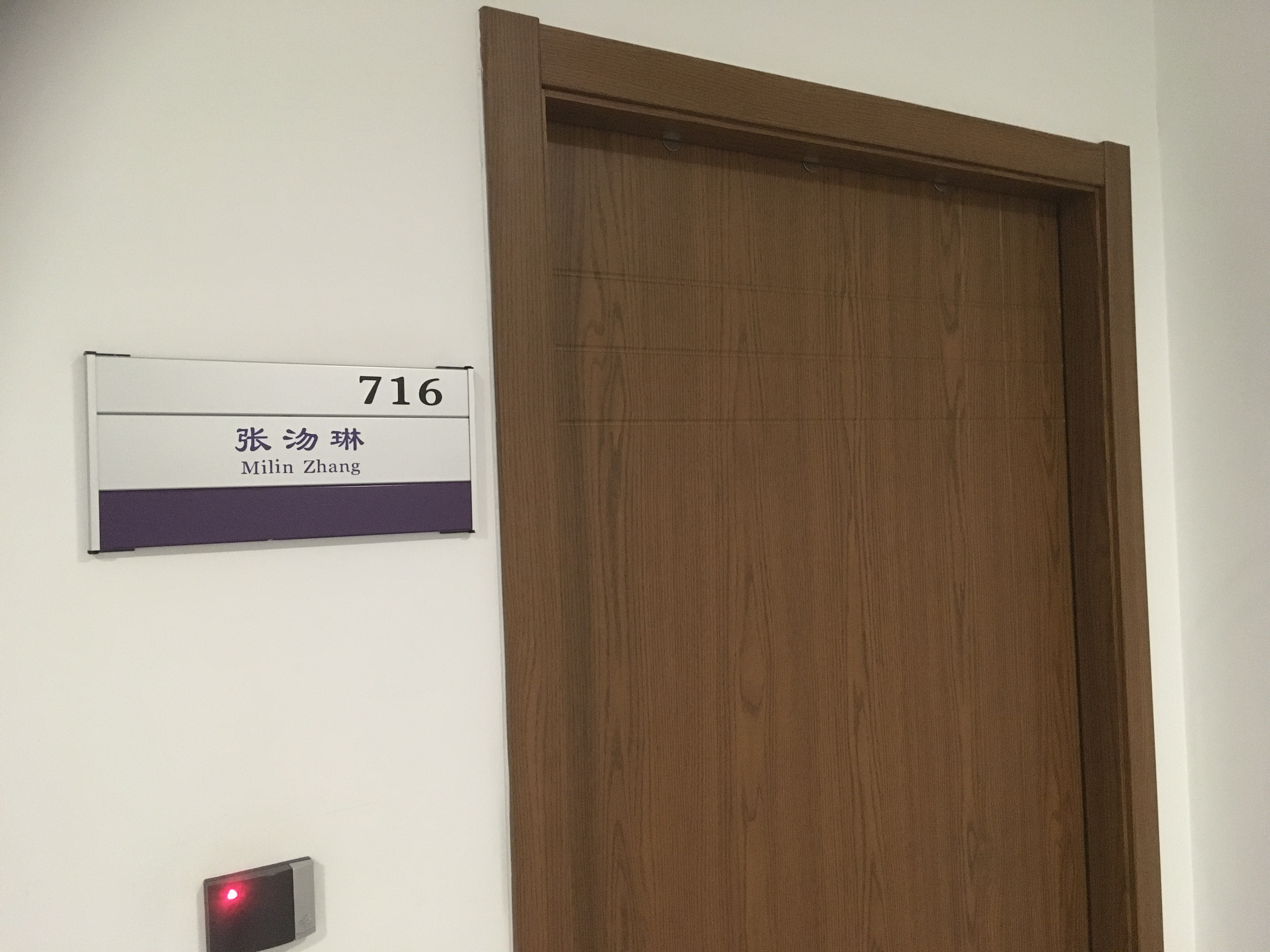
清華大學張沕琳辦公室

张沕琳主要研究脑机接口的芯片设计及系统研发。